# Diccionario general de bibliografía española
El Diccionario general de bibliografía española es una obra de Dionisio Hidalgo, publicada en siete tomos, seis de ellos de forma póstuma.

## Descripción
| «A mis hijos Manuel, Dolores, Elisa, Dionisio y Pilar. Es casi un deber de justicia el estampar vuestros nombres en la primera página de este libro, porque tal vez os es deudor de su existencia. El dilatado trabajo que ha sido necesario emplear para componerle, y las dificultades que me han salido al encuentro en tan largo y escabroso camino, hubieran hecho desfallecer mis fuerzas muchas veces. [...] Me apresuro pues á publicarle, para dejaros un afecto del corazon que corresponder, y un ejemplo de laboriosidad que seguir. Vuestro Padre» —Hidalgo, en la introducción al primer tomo |

El diccionario, de un total de unas 3500 páginas, recoge millares de obras, con datos añadidos al título y autor, como el número de páginas y el precio. Ha sido calificado de «referencia obligada», incluso en el siglo XXI, y se ha dicho de él que «no tiene parangón en la historia de la bibliografía española». «Creo que en esta materia lo importante, lo esencial es dar á conocer los productos del genio del hombre, describirlos hasta en sus menores detalles, facilitar las noticias para su adquisicion ó consulta, especificar, en fin, con toda puntualidad y exactitud las condiciones materiales del libro», apunta Hidalgo sobre su concepción de la bibliografía.
El primer tomo, firmado en Chamberí en octubre de 1861, se publicó en 1862, y fue el único que vio Hidalgo, pues falleció en 1866, momento en el que su hijo, Manuel F. Hidalgo, tomó las riendas de la edición y se encargó de sacar adelante la publicación de los seis restantes —«dando así cabal cumplimiento á las promesas que mi difunto padre hizo á su patria», explica—, con el último saliendo de la imprenta en 1881.